# Laura Badea-Cârlescu
Laura Gabriela Badea-Cârlescu (nacida como Laura Gabriela Badea, Bucarest, 28 de marzo de 1970) es una deportista rumana que compitió en esgrima, especialista en la modalidad de florete.
Participó en cuatro Juegos Olímpicos de Verano, entre los años 1992 y 2004, obteniendo en total tres medallas, oro y plata en Atlanta 1996, en las pruebas individual y por equipos (junto con Roxana Scarlat y Reka Lazăr-Szabo), respectivamente, y bronce en Barcelona 1992, en la prueba por equipos (con Reka Lazăr-Szabo, Claudia Grigorescu, Elisabeta Tufan y Roxana Dumitrescu).
Ganó 9 medallas en el Campeonato Mundial de Esgrima entre los años 1993 y 2004, y 10 medallas en el Campeonato Europeo de Esgrima entre los años 1993 y 2004.

## Palmarés internacional
| Juegos Olímpicos   | Juegos Olímpicos            | Juegos Olímpicos  | Juegos Olímpicos    |
| Año                | Lugar                       | Medalla           | Prueba              |
| ------------------ | --------------------------- | ----------------- | ------------------- |
| 1992               | Barcelona (España)          | Medalla de bronce | Florete por equipos |
| 1996               | Atlanta (Estados Unidos)    | Medalla de oro    | Florete individual  |
| 1996               | Atlanta (Estados Unidos)    | Medalla de plata  | Florete por equipos |
| Campeonato Mundial |                             |                   |                     |
| Año                | Lugar                       | Medalla           | Prueba              |
| 1993               | Essen (Alemania)            | Medalla de plata  | Florete por equipos |
| 1994               | Atenas (Grecia)             | Medalla de oro    | Florete por equipos |
| 1995               | La Haya (Países Bajos)      | Medalla de oro    | Florete individual  |
| 1995               | La Haya (Países Bajos)      | Medalla de plata  | Florete por equipos |
| 1997               | Ciudad del Cabo (Sudáfrica) | Medalla de plata  | Florete por equipos |
| 1998               | La Chaux-de-Fonds (Suiza)   | Medalla de plata  | Florete por equipos |
| 2002               | Lisboa (Portugal)           | Medalla de bronce | Florete por equipos |
| 2003               | La Habana (Cuba)            | Medalla de bronce | Florete por equipos |
| 2004               | Nueva York (Estados Unidos) | Medalla de plata  | Florete por equipos |
| Campeonato Europeo |                             |                   |                     |
| Año                | Lugar                       | Medalla           | Prueba              |
| 1993               | Linz (Austria)              | Medalla de bronce | Florete individual  |
| 1994               | Cracovia (Polonia)          | Medalla de plata  | Florete individual  |
| 1996               | Limoges (Francia)           | Medalla de oro    | Florete individual  |
| 1997               | Gdansk (Polonia)            | Medalla de oro    | Florete individual  |
| 1999               | Bolzano (Italia)            | Medalla de plata  | Florete por equipos |
| 1999               | Bolzano (Italia)            | Medalla de bronce | Florete individual  |
| 2000               | Funchal (Portugal)          | Medalla de plata  | Florete por equipos |
| 2002               | Moscú (Rusia)               | Medalla de plata  | Florete individual  |
| 2004               | Copenhague (Dinamarca)      | Medalla de oro    | Florete individual  |
| 2004               | Copenhague (Dinamarca)      | Medalla de oro    | Florete por equipos |